# آدم مكي
آدم مكي (بالإنجليزية: Adam Mekki)‏ هو لاعب كرة قدم بريطاني في مركز الوسط، ولد في 24 ديسمبر 1991 في تشستر في المملكة المتحدة. لعب مع أكسفورد سيتي ونادي ألدرشوت تاون ونادي بارنت ونادي بروملي ونادي ترانمير روفرز ونادي دوفر أثليتيك.

## وصلات خارجية
- آدم مكي على موقع قاعدة بيانات كرة القدم.إي يو (الإنجليزية)
- آدم مكي على موقع Soccerbase.com (لاعب) (الإنجليزية)
- آدم مكي على موقع Soccerway.com (الإنجليزية)